# Zahraniční vztahy Nauru
Zahraniční vztahy Republiky Nauru jsou poznamenány především nestabilní politickou situací na ostrově v posledních desítkách let, i když zahraniční politika se počala tvořit ihned po získání nezávislosti 31. ledna 1968.

## Členství Nauru v mezinárodních organizacích
- Africká, Karibská a Pacifická skupina států
- Aliance malých ostrovních států
- Asijská rozvojová banka
- Commonwealth
- Forum pacifických států
- G77
- Jihopacifická komise aplikovaných geověd
- Komise OSN pro Asii a Pacifik
- Mezinárodní olympijský výbor
- Mezinárodní organizace pro civilní letectví
- Mezinárodní telekomunikační unie
- Nauruská smlouva
- Organizace pro výživu a zemědělství
- Organizace spojených národů (od 14. září 1999)
- Pacifická komunita
- Pacifický regionální program

## Diplomatické mise Nauru

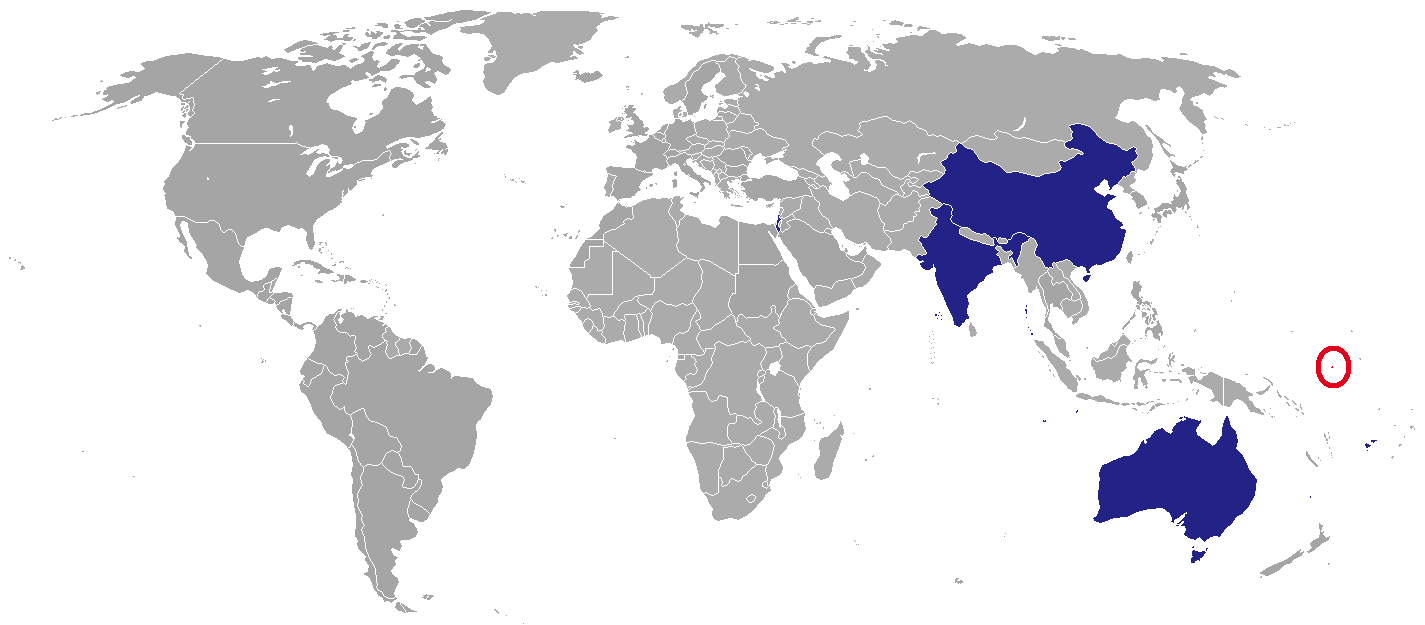
Diplomatické mise Nauru

| Země                        | Město    | Typ                |
| --------------------------- | -------- | ------------------ |
| Austrálie                   | Brisbane | generální konzulát |
| Fidži                       | Suva     | stálé zastoupení   |
| Organizace spojených národů | New York | stálé zastoupení   |
| Thajsko                     | Bangkok  | generální konzulát |

## Diplomatické mise v Nauru

### Na území ostrova

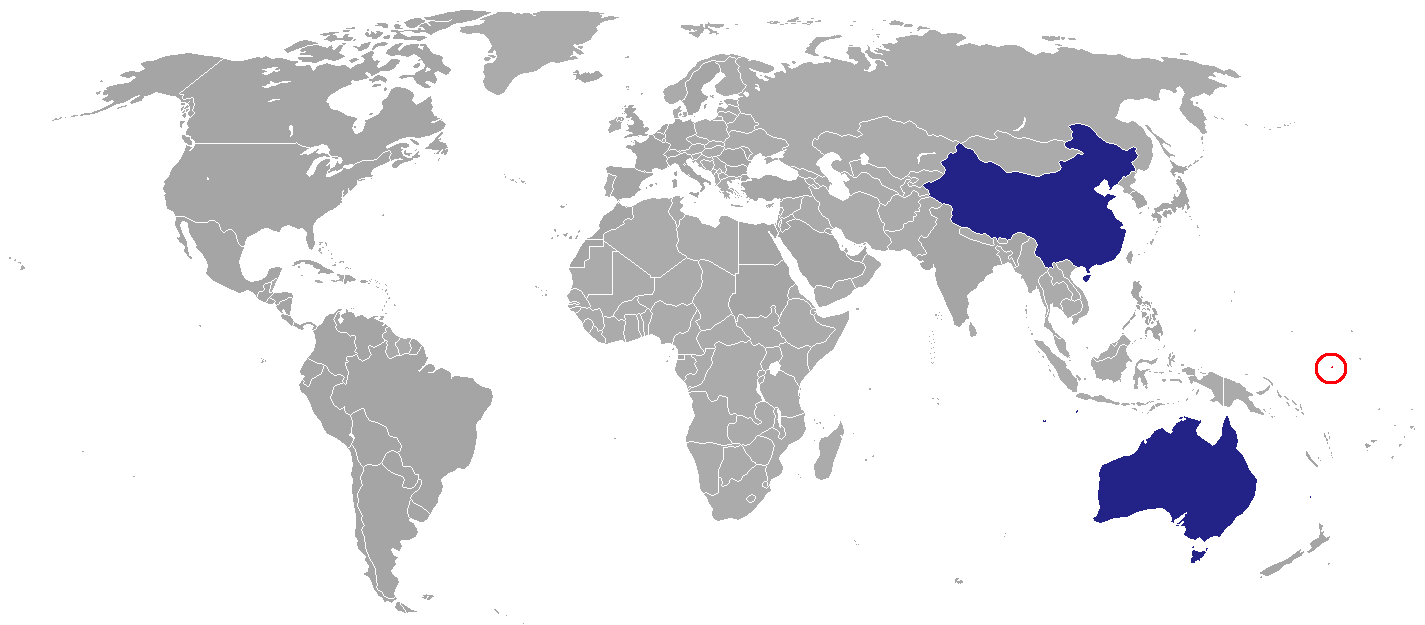
Diplomatické mise zemí v Nauru

| Země         | Město | Typ              |
| ------------ | ----- | ---------------- |
| Austrálie    | Aiwa  | ambasáda         |
| Jižní Osetie |       | stálé zastoupení |

### Mimo území ostrova
| Země               | Umístění zastoupení | Umístění zastoupení |
| Země               | Město               | Země                |
| ------------------ | ------------------- | ------------------- |
| Belgie             | Canberra            | Austrálie           |
| Brazílie           | Canberra            | Austrálie           |
| Česko              | Manila              | Filipíny            |
| Dánsko             | Canberra            | Austrálie           |
| Filipíny           | Canberra            | Austrálie           |
| Finsko             | Canberra            | Austrálie           |
| Francie            | Suva                | Fidži               |
| Indie              | Suva                | Fidži               |
| Irsko              | New York            | USA                 |
| Izrael             | Jeruzalém           | Izrael              |
| Itálie             | Canberra            | Austrálie           |
| Kanada             | Canberra            | Austrálie           |
| Kolumbie           | Tokio               | Japonsko            |
| Japonsko           | Suva                | Fidži               |
| Jižní Afrika       | Canberra            | Austrálie           |
| Jižní Korea        | Suva                | Fidži               |
| Lesotho            | Tokio               | Japonsko            |
| Malajsie           | Suva                | Fidži               |
| Německo            | Canberra            | Austrálie           |
| Nizozemsko         | Canberra            | Austrálie           |
| Nový Zéland        | Canberra            | Austrálie           |
| Rakousko           | Canberra            | Austrálie           |
| Rusko              | Canberra            | Austrálie           |
| Spojené království | Suva                | Fidži               |
| Turecko            | Canberra            | Austrálie           |
| USA                | Suva                | Fidži               |

## Tabulka bilaterálních vztahů

Země, které mají diplomatické styky s Nauru

| Země                        | Zahájení vztahů      | Článek                         | Poznámka                   |
| --------------------------- | -------------------- | ------------------------------ | -------------------------- |
| Abcházie                    | 15. prosinec 2009    | Abchazsko-nauruské vztahy      |                            |
| Argentina                   | 31. říjen 2016       | Argentinsko-nauruské vztahy    |                            |
| Arménie                     | 27. září 2017        | Arménsko-nauruské vztahy       |                            |
| Austrálie                   | 31. leden 1968       | Australsko-nauruské vztahy     |                            |
| Brazílie                    | 2. listopad 2005     | Brazilsko-nauruské vztahy      |                            |
| Commonwealth                | 31. leden 1968       | Nauru v Commonwealthu          |                            |
| Černá Hora                  | 2011                 | Černohorsko-nauruské vztahy    |                            |
| Česko                       | 19. únor 2007        | Česko-nauruské vztahy          |                            |
| Čína                        | 21. červenec 2002    | Čínsko-nauruské vztahy         |                            |
| Egypt                       |                      | Egyptsko-nauruské vztahy       |                            |
| Estonsko                    | 21. březen 2012      | Estonsko-nauruské vztahy       |                            |
| Evropská unie               |                      | Evropsko-nauruské vztahy       |                            |
| Filipíny                    |                      | Filipínsko-nauruské vztahy     |                            |
| Finsko                      | 29. březen 1968      | Finsko-nauruské vztahy         |                            |
| Francie                     |                      | Francouzsko-nauruské vztahy    |                            |
| Gambie                      | 3. říjen 2012        | Gambijsko-nauruské vztahy      |                            |
| Chile                       |                      | Chilsko-nauruské vztahy        |                            |
| Chorvatsko                  | 4. prosinec 2000     | Chorvatsko-nauruské vztahy     |                            |
| Indie                       | 31. leden 1968       | Indicko-nauruské vztahy        |                            |
| Indonésie                   |                      | Indonésko-nauruské vztahy      |                            |
| Izrael                      | 2010                 | Izraelsko-nauruské vztahy      |                            |
| Japonsko                    | 31. leden 1968       | Japonsko-nauruské vztahy       |                            |
| Jižní Afrika                |                      | Jihoafricko-nauruské vztahy    |                            |
| Jižní Korea                 | 20. srpen 1979       | Jihokorejsko-nauruské vztahy   |                            |
| Jižní Osetie                | 2009                 | Osetijsko-nauruské vztahy      |                            |
| Kanada                      |                      | Kanadsko-nauruské vztahy       |                            |
| Kosovo                      | 23. duben 2008       | Kosovsko-nauruské vztahy       | přerušeny v listopadu 2019 |
| Kuba                        | 2000                 | Kubo-nauruské vztahy           |                            |
| Kypr                        | 23. březen 2000      | Kypro-nauruské vztahy          |                            |
| Litva                       | 2009                 | Litevsko-nauruské vztahy       |                            |
| Lucembursko                 | 21. březen 2010      | Lucembursko-nauruské vztahy    |                            |
| Malajsie                    |                      | Malajsijsko-nauruské vztahy    |                            |
| Maledivy                    |                      | Maledivsko-nauruské vztahy     |                            |
| Malta                       | 19. listopad 2008    | Maltsko-nauruské vztahy        |                            |
| Mexiko                      | 21. září 2001        | Mexicko-nauruské vztahy        |                            |
| Německo                     |                      | Německo-nauruské vztahy        |                            |
| Nový Zéland                 |                      | Novozélandsko-nauruské vztahy  |                            |
| Organizace spojených národů |                      | Nauru v OSN                    |                            |
| Palau                       | 2013                 | Palausko-nauruské vztahy       |                            |
| Polsko                      | 24. listopad 2014    | Polsko-nauruské vztahy         |                            |
| Rumunsko                    | 11. duben 2011       | Rumunsko-nauruské vztahy       |                            |
| Rusko                       | 90. léta 20. století | Rusko-nauruské vztahy          |                            |
| Řecko                       | 1984                 | Řecko-nauruské vztahy          |                            |
| Severní Korea               |                      | Severokorejsko-nauruské vztahy |                            |
| Seychely                    | 21. duben 2011       | Seychelšsko-nauruské vztahy    |                            |
| Singapur                    |                      | Singapursko-nauruské vztahy    |                            |
| Slovensko                   | 24. červen 2011      | Slovensko-nauruské vztahy      |                            |
| Slovinsko                   | 11. březen 2010      | Slovinsko-nauruské vztahy      |                            |
| Spojené arabské emiráty     |                      | SAE-nauruské vztahy            |                            |
| Spojené království          | 31. leden 1968       | Britsko-nauruské vztahy        |                            |
| Španělsko                   |                      | Španělsko-nauruské vztahy      |                            |
| Tchaj-wan                   |                      | Tchajwansko-nauruské vztahy    |                            |
| Turecko                     |                      | Turecko-nauruské vztahy        |                            |
| USA                         | 2007                 | Americko-nauruské vztahy       |                            |
| Vatikán                     |                      | Vatikánsko-nauruské vztahy     |                            |
| Vietnam                     | 23. červen 2006      | Vietnamsko-nauruské vztahy     |                            |
| Západní Sahara              | 12. srpen 1981       | Saharsko-nauruské vztahy       | přerušeny 15. září 2000    |